# Base militar del Puig Major
La base militar del Puig Major és una base de vigilància del trànsit aeri militar i civil creada el 1957, situada al Puig Major, dins del parc natural de la serra de Tramuntana de Mallorca. Està ubicada a 1.445 metres sobre el nivell del mar en el municipi d'Escorca, si bé Sóller el reivindica també com una de les referències paisatgístiques que coronen la seva vall.
La base està integrada per l'Esquadró de Vigilància Aèria 7 (EVA-7) que és una unitat de primera línia de combat de l'exèrcit de l'aire, depenent del Ministeri de Defensa d'Espanya. Disposa d'un radar que forma part de la xarxa de l'Estat i està integrat al sistema de defensa de l'Organització del Tractat de l'Atlàntic Nord (OTAN). La informació de situació de totes les aeronaus que estan volant en l'espai aeri espanyol i de l'OTAN s'envia a centres de control militars i civils.

## Història
Les obres de construcció van començar el 1957 i van concloure el 1959. El radar es va activar l'1 de juliol de 1959 per la unitat militar americana 880th Aircraft Control and Warning Squadron.
La creació de la base va suposar la construcció de la carretera que va de Sóller al Puig Major amb un túnel de 380 metres de longitud i una inversió de 59 milions de pessetes, i fou inaugurada pel ministre d'Obres Públiques, Jorge Vigón el 1960. També es va construir l'embassament de Son Torrella que abasteix la base militar i la carretera que puja cap al més alt de la muntanya. L'empresa americana Tumco Española va desenvolupar totes les obres de fàbrica, la construcció de la base militar i l'estació del radar. Posteriorment es va encarregar del seu manteniment. Artificiers militars nord-americans van eliminar els últims nou metres per arribar al cim i van aplanar el terreny per aconseguir una base d'assentament àmplia on van instal·lar un radar analògic de vigilància AN-FPS 100 i un altre d'altura AN-6.
El maig de 1960, poc després d'entrar en servei, Francisco Franco i la seva dona Carmen Polo van visitar la base militar, acompanyats per l'almirall Carrero Blanco, ministre de la Presidència.
La base va començar a controlar un ampli espai de la Mediterrània occidental, una zona neuràlgica del Flanc Sud de l'OTAN, amb uns quatre-cents quilòmetres de radi d'acció. A la fi de 1964, l'operativitat dels equips d'avís i control electrònic de l'espai aeri van passar a ser responsabilitat espanyola. El mateix va passar amb els edificis, instal·lacions i equips, després de signar-se la recepció del conjunt, el gener de 1965.
La presència militar nord-americana va quedar reduïda a un petit destacament fins al 1993, quan va passar a mans espanyoles l'estació de comunicacions troposfèriques. Fita important d'aquesta unitat és la projecció del sistema manual de control al automàtic, iniciat el 1970 i culminat el 1977. Els seus dos radars, ocults per dues esferes o radoms, són coneguts popularment com «ses bolles».